# Scott Air Force Base
Scott AFB is een vliegbasis van de United States Air Force en plaats (census-designated place) in de Amerikaanse staat Illinois, en valt bestuurlijk gezien onder St. Clair County, in de buurt van Belleville en O'Fallon, 27 km ten oostzuidoosten van het centrum van Saint Louis. 
Oorspronkelijk Scott Field, was het een van de 32 trainingskampen van de Air Service die werden opgericht nadat de Verenigde Staten in april 1917 de Eerste Wereldoorlog ingingen. De huidige basis dient als het hoofdkwartier van Air Mobility Command (AMC) en het is ook het hoofdkwartier van het US Transportation Command, een Unified Combatant Command dat het transport over alle militaire diensten coördineert.
De basis wordt geëxploiteerd door de 375th Air Mobility Wing (375 AMW) en is ook de thuisbasis van de 932d Airlift Wing (932 AW) van de Air Force Reserve Command en de 126th Air Refueling Wing van de Illinois Air National Guard (126 ARW), de laatste twee eenheden vallen operationeel onder AMC. Daarnaast resideren in de basis ook de 67th Cyberspace Wing en de 67th Cyberspace Wing. Binnen de 375th Air Mobility Wing opereert de 54th Airlift Squadron met Boeing C-40 Clipper toestellen, militaire versies van de Boeing 737 Next Generation, de 458th Airlift Squadron met C-21A Learjet zakenjets (militaire variant van Learjet 35) en de 906th Air Refueling Squadron met Boeing KC-135 Stratotankers. 
De basis heeft momenteel 13.000 mensen in dienst, 5.100 burgers met 5.500 actieve luchtmachtmilitairen en nog eens 2.400 Air National Guard- en Reservepersoneel.
Het vliegveld wordt ook gebruikt door burgervliegtuigen, met civiele operaties op de basis die naar de faciliteit verwijzen als MidAmerica St. Louis Airport. MidAmerica heeft sinds de start van de activiteiten in november 1997 geëxploiteerd als een luchthaven voor gezamenlijk gebruik.

## Demografie
Bij de volkstelling in 2000 werd het aantal inwoners vastgesteld op 2707.

## Geografie
Volgens het United States Census Bureau beslaat de plaats een oppervlakte van 9,7 km², geheel bestaande uit land.

## Plaatsen in de nabije omgeving
De onderstaande figuur toont nabijgelegen plaatsen in een straal van 12 km rond Scott AFB.